# یوتی‌ایر کارگو
یوتی‌ایر کارگو (به انگلیسی: UTair Cargo) یک شرکت هواپیمایی باری زیرمجموعهٔ یوتی‌ایر اوییشن است که در سال ۱۹۹۷ میلادی تأسیس شده‌است.
دفتر مرکزی یوتی‌ایر کارگو در تیومن کشور روسیه واقع شده‌است و به ۲۲ مقصد، پرواز مستقیم انجام می‌دهد.

## مقصدهای پروازی
یوتی‌ایر کارگو به مقصدهایی در کشورهای افغانستان، جمهوری آذربایجان، تاجیکستان، قزاقستان، اوکراین، ترکیه، مصر، سودان، بحرین، نوردهولتس (آلمان)، لیژ (بلژیک)، هلسینکی (فنلاند)، بوداپست (مجارستان)، زوریخ (سوئیس) و گدانسک (لهستان) پرواز انجام می‌دهد. همچنین در تاریخ ۱۲ آوریل ۲۰۱۲ میلادی، یوتی‌ایر کارگو به قطب شمال پرواز انجام داد.

## ناوگان هوایی

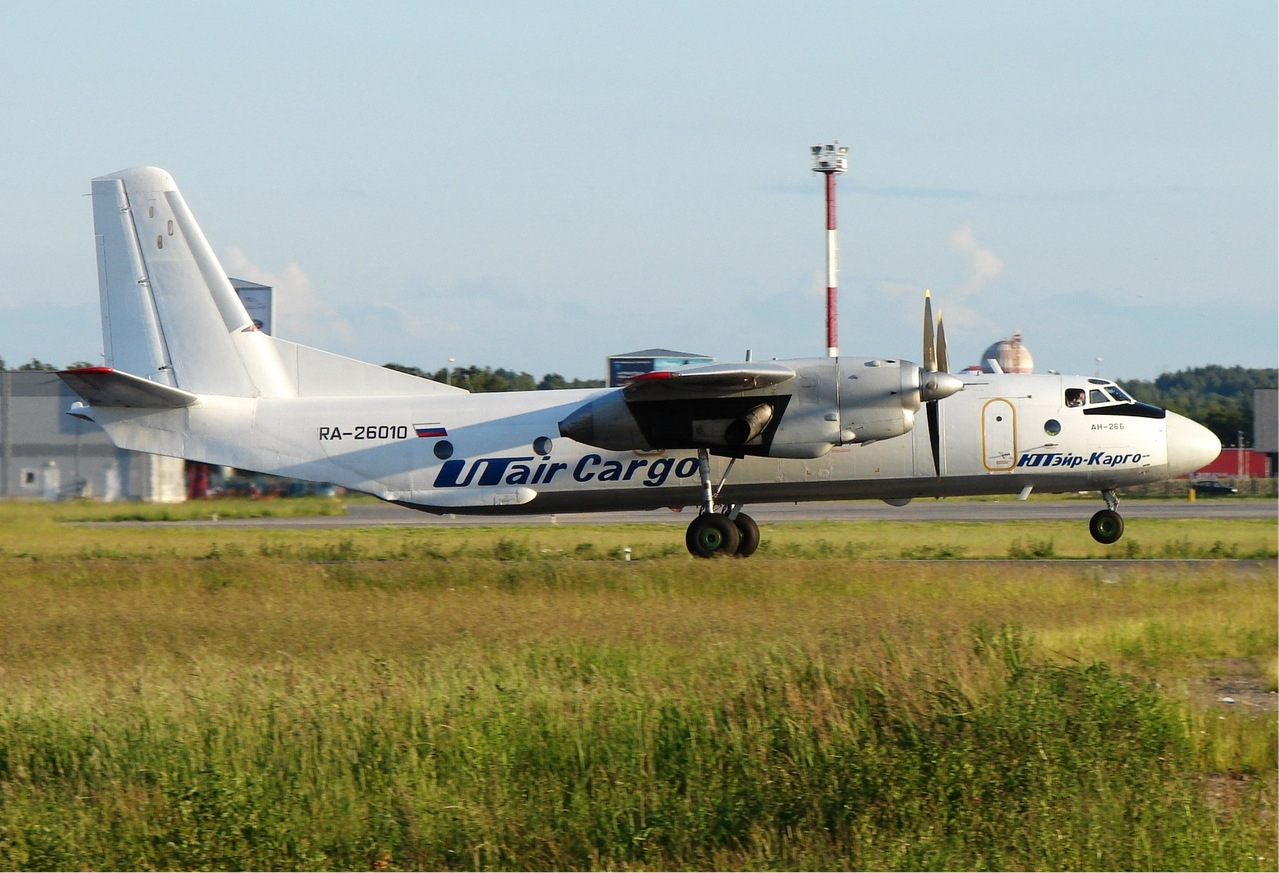
یک فروند Antonov An-26 یوتی‌ایر کارگو.

ناوگان هوایی یوتی‌ایر کارگو به شرح زیر است:
| نوع هواگرد      | تعداد فعال | توضیحات |
| --------------- | ---------- | ------- |
| آنتونوف ای‌ان-۲  | ۱۱         |         |
| آنتونوف ای‌ان-۷۴ | ۶          |         |